# Atletismo nos Jogos Pan-Americanos de 1987 - 10000 m feminino
A prova dos 10000 m feminino nos Jogos Pan-Americanos de 1987 foi realizada em 14 de agosto em Indianápolis, Estados Unidos. Foi a primeira vez em que o evento foi disputado nos jogos.

## Medalhistas
| Ouro                             | Prata                   | Bronze                          |
| Marta Cooksey USA Estados Unidos | Nancy Tinari CAN Canadá | Patti Murray USA Estados Unidos |

## Final
| Posição           | Nome               | Nacionalidade      | Tempo    | Notas |
| ----------------- | ------------------ | ------------------ | -------- | ----- |
| Medalha de ouro   | Marta Cooksey      | USA Estados Unidos | 33:00.00 | PR    |
| Medalha de prata  | Nancy Tinari       | CAN Canadá         | 33:02.51 |       |
| Medalha de bronze | Patti Murray       | USA Estados Unidos | 33:38.12 |       |
| 4                 | Mónica Regonesi    | CHI Chile          | 33:48.67 | NR    |
| 5                 | Carmem de Oliveira | BRA Brasil         | 34:24.63 |       |
| 6                 | Michelle Bush      | CAY Ilhas Cayman   | 34:41.67 |       |
| 7                 | Teresa Paucar      | ECU Equador        | 35:21.71 | NR    |
| 8                 | María Luisa Servín | MEX México         | 36:19.56 |       |
| 10                | Yolanda Quimbita   | ECU Equador        | 37:33.23 | [ 2 ] |
| ?                 | Cornelia Melis     | ARU Aruba          | 38:24.00 | NR    |